# 평양 박치기
《평양 박치기》는 한국에서 제작된 남기남 감독의 1982년 영화이다. 이대근 등이 주연으로 출연하였고 김치한 등이 제작에 참여하였다.

## 출연

### 주연
- 이대근
- 허진
- 백일섭
- 마영달

## 기타
- 조명: 정덕규
- 녹음: 김성찬